# Luc Thériault
Luc Thériault (Mont-real, 31 de gener del 1960) és un polític i acadèmic quebequès membre del Partit Quebequès, representant del districte de Masson des del 2003 fins al 2007. L'any 2015, va ser elegit al parlament canadenc representant el districte de Montcalm com a membre del Bloc Québécois.
Luc Thériault va néixer a Mont-real (Quebec) i va estudiar filosofia a la Universitat de Quebec a Montreal. Després d'aconseguir el grau de màster, va ser professor al Collège de Maisonneuve des del 1985 fins al 2003.